# (30081) Zarinrahman
(30081) Zarinrahman est un astéroïde de la ceinture principale.

## Description
(30081) Zarinrahman est un astéroïde de la ceinture principale. Il fut découvert le 8 mars 2000 à Socorro (Nouveau-Mexique) par le projet LINEAR. Il présente une orbite caractérisée par un demi-grand axe de 2,33 UA, une excentricité de 0,16 et une inclinaison de 5,4° par rapport à l'écliptique.

## Compléments